# 新普育堂
新普育堂，位于今中华人民共和国上海市黄浦区普育西路105号。中華民國大陸時期曾是上海最大的慈善收容机构。现已改为上海民政博物馆。2017年以公益新天地及民政博物馆的名称获列“上海市第五批优秀历史建筑”。

## 简介
新普育堂前身为普育堂，同治六年（1867年）由上海道台应宝时创办，目的是为了解决上海市内及郊县的难民问题。其名“普育”二字取自魏文帝曹丕《车渠碗赋》中“惟二仪之普育，何万物之殊形”。普育堂内，分为老男所、女妇所、男残废所、女残废所、养病所、抚教所、贴婴所七部分，并设书塾及医药两局。养病所房屋两进，一住重病，一住轻病。堂内医生，有内、外科各2人。堂内留养名额为300名。
1912年，上海市成立“上海慈善团”以管辖上海民间各主要慈善机构。同年，上海慈善团经过商议决定在普育堂原有基础上另选一址翻建“新普育堂”。在上海实业家天主教徒陆伯鸿的大力倡导下，翻建后的新普育堂于1913年建成，计有楼房99幢，平房92幢，占地78亩。兴建新普育堂时，上海县城墙刚刚拆除，于是部分明代城砖被用来修建新普育堂的建筑。
1928年11月1日，第一届“工商部中华国货展览会”在新普育堂开幕。国民政府主席蒋介石行升旗礼，工商部长孔祥熙行启门礼，谭延闿、胡汉民、宋子文、蔡元培、吴稚晖、马相伯、王一亭等政界要人、社会名流和各国使节及各界群众5万余人出席了这一活動。新普育堂外的一处煤屑路因而改名国货路。
1937年淞沪会战时，新普育堂曾设置临时残废医院救护伤兵。根据1948年4月的统计，当时新普育堂内收养老人103人，残疾人130人，孤儿261人，贫病人147人以及弃婴101人等。
1949年，新普育堂被上海市民政局接管。1955年，改名为“上海第一育儿院”。1980年，定名为“上海市儿童福利院”，占地35亩，其余改建为蓬莱中学、普育中学、国货路小学、机电一局党校及工厂工房等。2001年，上海市儿童福利院迁址闵行后该址一度闲置直至2010年。